# 天興 (于闐)
天興（てんこう）は、于闐の尉遅僧伽羅摩の治世で使用された元号。
986年? - 999年?。

## 概要
天興に関しては敦煌で発見された于闐語文書により存在が確認されているが、現存する資料が極めて限定されるため、その使用年代に関しては諸説存在している。
冒頭で記載した使用年代は孟凡人の「五代宋初于闐王統考」（『中国辺疆史地研究』1992年第3期）によるものである。この他、950年-966年説、950年-963年説なども存在している。
ちなみに日本の「大正」改元の際、最終候補に残っていたのも天興であった。

## 西暦・干支との対照表
| 天興 | 元年  | 2年   | 3年   | 4年   | 5年   | 6年   | 7年   | 8年   | 9年   | 10年  |
| 西暦 | 986年 | 987年 | 988年 | 989年 | 990年 | 991年 | 992年 | 993年 | 994年 | 995年 |
| 干支 | 丙戌  | 丁亥  | 戊子  | 己丑  | 庚寅  | 辛卯  | 壬辰  | 癸巳  | 甲午  | 乙未  |
| 天興 | 11年  | 12年  | 13年  | 14年  |       |       |       |       |       |       |
| 西暦 | 996年 | 997年 | 998年 | 999年 |       |       |       |       |       |       |
| 干支 | 丙申  | 丁酉  | 戊戌  | 己亥  |       |       |       |       |       |       |